# Peter Breuer (1472-1541)
Pour les articles homonymes, voir Peter Breuer et Breuer (homonymie).
Peter Breuer (né en 1472 et mort le 12 septembre 1541 à Zwickau) est un sculpteur sur bois allemand de la fin de l'époque gothique.

## Vie
Peter Breuer apprend vraisemblablement les rudiments de son art auprès d'un artisan local. Puis il est mentionné en 1492 comme compagnon à Wurtzbourg où il a dû travailler auprès de Tilman Riemenschneider, et vers 1494 à Ulm, lieu d'activité de Gregor Erhart.
En 1498, il est de retour à Zwickau, comme l'atteste une inscription dans les registres de la ville, datée du 27 octobre 1498[réf. souhaitée]. En 1505, Peter Breuer obtient le droit de cité et dirige alors son propre atelier à Zwickau. Des autels entiers y sont fabriqués avec la participation de peintres, à destination de petites églises de village. Mais la réforme protestante met fin à sa carrière à partir de 1521. La dernière commande de Breuer est un petit crucifix pour l'hôtel-de-ville de Zwickau.
Son nom a été donné à plusieurs rues dans des agglomérations de Saxe. Il existe aussi un Lycée Peter Breuer à Zwickau.

## Œuvres

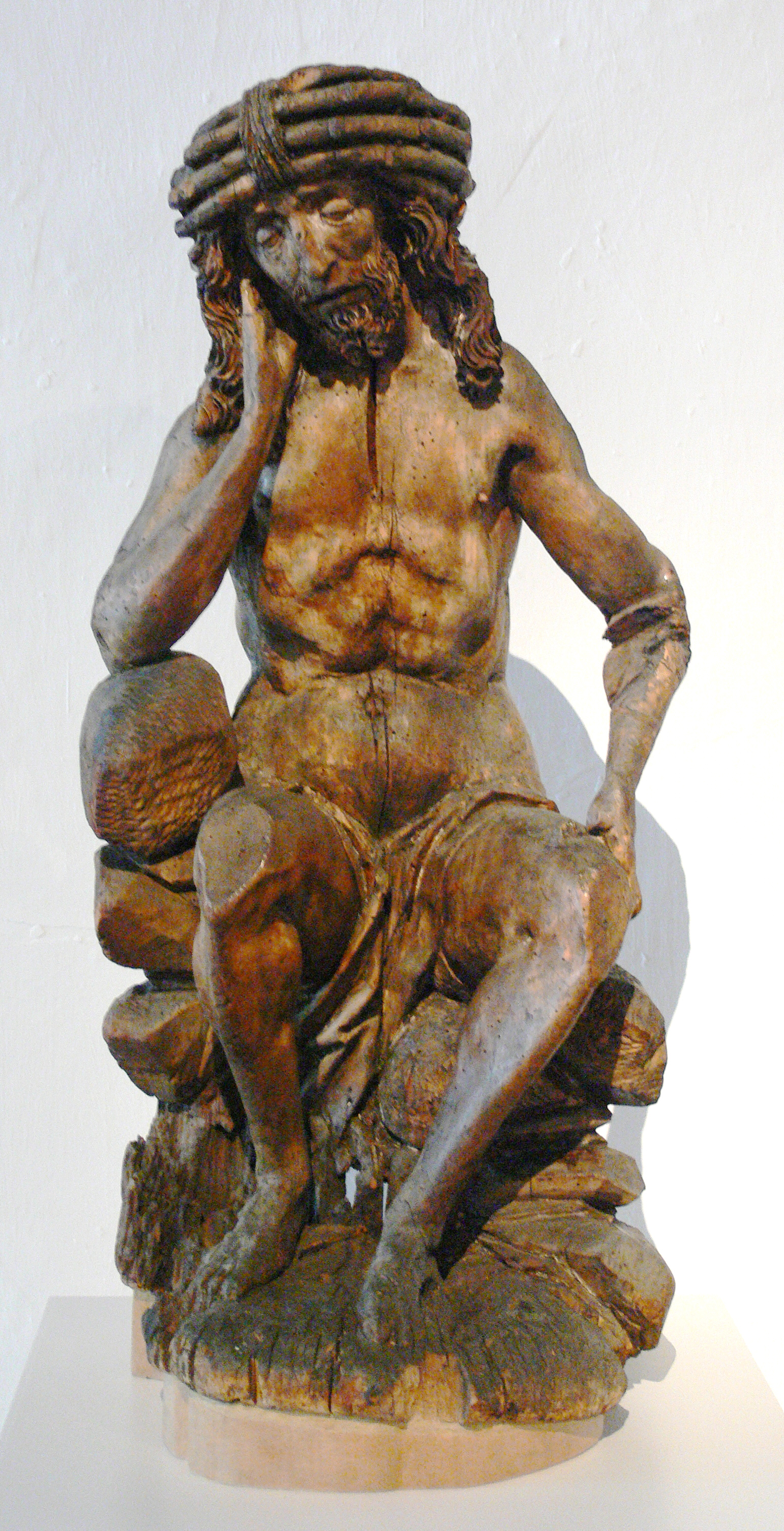
Christ au repos, Skulpturensammlung de Dresde.

Breuer a sculpté des retables, des portraits et des statues de saints. Son œuvre la plus connue est la Pietà polychrome qui se trouve dans la cathédrale de Zwickau et qui date de 1502. Dans la région de Zwickau on lui doit également :
- L'autel de l'église de Steinsdorf sur Plauen, 1497 (la plus anciennes de ses œuvres répertoriées) ;
- Les figures du retable de l'église Nicolas à Zwickau (conservée au musée des arts décoratifs de Leipzig) ;
- Un Christ au repos (musée municipal de Freiberg) ;
- Une Crucifixion, église Jean, à Chemnitz ;
- L'autel d'Hirschfeld, en 1500 (conservé à l'Orangerie de Gera) ;
- L'autel de Solmitz (Musée de la ville de Gera) ;
- L'autel de l'église saint Laurent à Culitzsch ;
- L'autel de l'église du Sauveur à Weißbach ;
- L'autel de l'église  "Aux trois Marie" de Wildenfels (municipalité de Härtensdorf) ;
- Cinq figures de saints dans l'église saint Roch de Wildenfels (municipalité de Schönau) ;
- Un retable en excellente condition dans l'église paroissiale de Hartha-Nauhain (1504) ;
- L'autel de l'église de l'Assomption de Cranzahl ;

Plusieurs œuvres de Peter Breuer sont conservées au musée de la ville de Zwickau.

## Postérité
En 1953, Otto Riedel a écrit un roman, Der Bildschnitzer von Zwickau (L'Imagier de Zwickau), dont Peter Breuer est le héros